# Knappschaftsglück
Die Grube Knappschaftsglück war eine Eisenerzgrube in Neunkirchen im Kreis Siegen-Wittgenstein. Sie lag zwischen Neunkirchen und Altenseelbach.
Im 19. Jahrhundert wurde ein Versuchsstollen angelegt. Doch schon vor 1885 wurde kein nennenswerter Abbau betrieben. 1913 wurde ein Schacht bis auf 200 m abgeteuft. Ab 1916 gehörte die Grube zur Charlottenhütte. 1926 wurde die Eisenerzförderung eingestellt. 1932 wurden die Gangmittel auf lohnenden Abbau untersucht. Dafür wurde von der Grube Große Burg ein 1,5 km langer Querschlag in Richtung Knappschaftsglück getrieben, der allerdings 1935 wieder aufgegeben wurde. 1942 wurde die Förderung kriegsbedingt wieder aufgenommen. Es bestanden Pläne, den Schacht auf 350 m abzuteufen und eine weitere Verbindung zur Grube Große Burg herzustellen. Diese wurden jedoch nie verwirklicht.
| 67.839 t | Spateisenstein  |
| 21.383 t | Brauneisenstein |
| 89.222 t | Eisenstein      |

Bis zur endgültigen Stilllegung der Grube im Jahr 1945 wurden insgesamt 67.839 t Spateisenstein, 21.383 t Brauneisenstein, 1013 t Kupferkies und 543 t Schwefelkies gefördert. Das Gangmittel war ca. 0,2 m mächtig und enthielt neben Spateisenstein auch Brauneisenstein, Kupferkies und Schwefelkies. Die Belegschaft war bis zu 75 Mann stark. In den Jahren 1944/45 fanden zwar Untersuchungen statt, die jedoch ohne positives Ergebnis blieben. 1952 wurde der Förderturm der Grube abgerissen.